# به یاد طاهرزاده
به یاد طاهرزاده که در گذشته با نام چاووش ۱۰ شناخته می‌شد، دهمین آلبوم موسیقی از مجموعه ۱۲ آلبوم چاووش است که توسط گروه‌های شیدا و عارف به سرپرستی محمدرضا لطفی و با آواز صدیق تعریف اجرا شده‌است. چاووش ۱۰، اولین اثر انتشار یافته باصدای صدیق تعریف می‌باشد.
این اثر اولین بار در سال ۱۳۶۳ منتشر شده‌است و در سال ۱۳۸۵ توسط مؤسسه فرهنگی و هنری آوای شیدا زیر نظر استاد محمدرضا لطفی در قالب سی دی به بازار آمده‌است.
به یاد طاهرزاده اولین اثر باصدای صدیق تعریف می‌باشد که توسط گروه شیدا و عارف به سرپرستی استاد محمدرضا لطفی اجرا شده‌است. خود تعریف در یکی از مصاحبه‌هایش پس از مرگ محمدرضا لطفی گفته بود که: در سال ۱۳۶۳، یعنی حدوداً ۳۰سال پیش لطفی مرا برای همکاری دعوت کرد و «دستم بگرفت و پا به پا برد» و آن کار سنگین و سترگ به یاد طاهرزاده را با دقت و صبوری و عشق به من آموخت. صدیق تعریف در این مصاحبه محمدرضا لطفی را مصداق یک استاد کامل نامید.

## شرح اثر
چاووش ۱۰ یادواره‌ای است از استاد آواز ایران حسین طاهرزاده که با همکاری گروه‌های شیدا و عارف به سرپرستی محمدرضا لطفی و با آواز صدیق تعریف اجرا شد. ردیف آوازی این اثر اصفهان است که در دستگاه سه‌گاه اجرا شد. 
بازسازی اثر توسط محمدرضا لطفی انجام شد.
به نظر میاید که منظور از "اصفهان" در شرح اثر، "مکتب اصفهان" میباشد و نه "آواز اصفهان" که به قولی زیر مجموعه دستگاه همایون بوده و به قولی زیر مجموعه دستگاه شور میباشد.

### هنرمندان
- آواز: صدیق تعریف
- اجرای گروه‌های شیدا و عارف به سرپرستی استاد محمدرضا لطفی:

- - مینا افتاده: سنتور
  - اکبر شکارچی: کمانچه
  - هادی منتظری: کمانچه
  - سعید فرج پوری: کمانچه
  - زیدالله طلوعی: تار
  - فرخ مظهری: تار
  - مجید درخشانی: تار، تارباس
  - حمید متبسم: تار
  - ارشد طهماسبی: تار
  - جمال سماواتی: تار، تارباس
  - محمد فیروزی: عود (بربط)
  - بیژن کامکار: رباب
  - ارژنگ کامکار: تنبک
  - جمشید عندلیبی: نی

- تک نوازان:محمدرضا لطفی، جمشید عندلیبی، ارژنگ کامکار

- گرافیک: جاوید رمضانی
- اجرای کامپیوتری: علیرضا دین پرور
- خوش‌نویسی استاد نصرالله افجه‌ای
- نقش بر روی جلد: مانیا سعدی نژاد

### فهرست آهنگ‌ها
1. پیش‌درآمد
2. چهارمضراب
3. ارکستر
4. نی و آواز، ارکستر و سه‌تار
5. تصنیف صبحدم